# ニコラウス・ヨーゼフ・エステルハージ
エステルハージ・ミクローシュ・ヨージェフ（ハンガリー語：Eszterházy Miklós József）、ドイツ語名ニコラウス・ヨーゼフ・エスタハージ（Nikolaus Joseph Fürst Esterházy de Galantha, 1714年12月18日 - 1790年9月28日）は、オーストリア軍元帥。
1757年、コリンの戦いでプロイセン軍に勝利、1768年元帥。エステルハーザ（フェルテード）に宮殿 (Eszterháza) を建設し、1761年から1790年までフランツ・ヨーゼフ・ハイドンが楽長を務めた。